# Tupaia de Belanger
La tupaia de Belanger (Tupaia belangeri) és una espècie de tupaia originària del sud-est d'Àsia. Fou un dels setze mamífers el genoma dels quals fou seqüenciat pel Broad Institute. El genoma serà útil per comparar-lo amb altres genomes per identificar gens.